# Windows Live Admin Center
Windows Live Admin Center è un servizio offerto da Windows Live. Un servizio analogo, Windows Live Custom Domain, venne chiuso nel novembre 2007.
Permette agli utenti che possiedono un proprio indirizzo di posta elettronica di una società, di usufruire delle potenzialità di Windows Live Hotmail.
Gli indirizzi di posta elettronica iscritti a Windows Live Admin Center, possono anche utilizzare Windows Live Messenger e tutti gli altri servizi di Windows Live.